# Rosen, Burgas
Rosen (în bulgară Росен) este un sat în comuna Sozopol, regiunea Burgas,  Bulgaria. 

## Demografie
Componența etnică a satului Rosen
     Bulgari (65,09%)
     Romi (31,53%)
     Nicio identificare (3,16%)
     Altele (0,21%)
La recensământul din 2011, populația satului Rosen era de 1.424 locuitori. Din punct de vedere etnic, majoritatea locuitorilor (65,09%) erau bulgari, cu o minoritate de romi (31,53%). Pentru 3,16% din locuitori nu este cunoscută apartenența etnică.